# Rage comic
Rage Comic là truyện tranh với những nhân vật có khuôn mặt rage (tạm dịch: căng thẳng, nghiêm trọng), thường được vẽ bằng Microsoft Paint hoặc Photoshop. Truyện tranh này lan truyền rộng rãi theo cùng một cách với internet meme, và một số meme cũ có nguồn gốc từ comic dạng này. Ars Technica phân tích chúng là một "hình thức chấp nhận và tiêu chuẩn của truyền thông trực tuyến." Sự phổ biến của truyện tranh rage được giải thích vì việc sử dụng chúng  với mục đích hài hước hóa các kinh nghiệm được chia sẻ.